# Sultanat de Langkat
 (décembre 2016).
Si vous disposez d'ouvrages ou d'articles de référence ou si vous connaissez des sites web de qualité traitant du thème abordé ici, merci de compléter l'article en donnant les références utiles à sa vérifiabilité et en les liant à la section « Notes et références ».
1568–1946
Le sultanat de Langkat était un État princier d'Indonésie, l'un des plus anciens de l'île de Sumatra. Il fut fondé en 1568 par le prince Panglima Dewa Shahdan.
Langkat fut un État prospère grâce au développement de plantations d'hévéas et la découverte de pétrole à Pangkalan Brandan. Le palais se trouvait à Tanjung Pura (3° 54′ 41″ N, 98° 25′ 29″ E), situé à 20 km de Stabat, le chef-lieu du kabupaten.
Son territoire constitue aujourd'hui le kabupaten de Langkat. Aujourd'hui, Asahan est un kabupaten (département) de la province de Sumatra du Nord.

L'actuel kabupaten de Langkat dans la province de Sumatra du Nord

Le poète Amir Hamzah était de la famille royale de Langkat, avec laquelle il fut assassiné lors de la "révolution sociale à Sumatra oriental" en 1945-1946.

## Histoire
Jusqu'au XIXe siècle, Langkat était vassal du sultanat d'Aceh.  
Puis les souverains de Langkat demandent la protection du sultanat de Siak. En 1850, Aceh essaie de rétablir son influence sur Langkat. Finalement en 1869, Langkat signe un traité avec les Hollandais. Le souverain de Langkat est reconnu par ces derniers comme sultan en 1877.

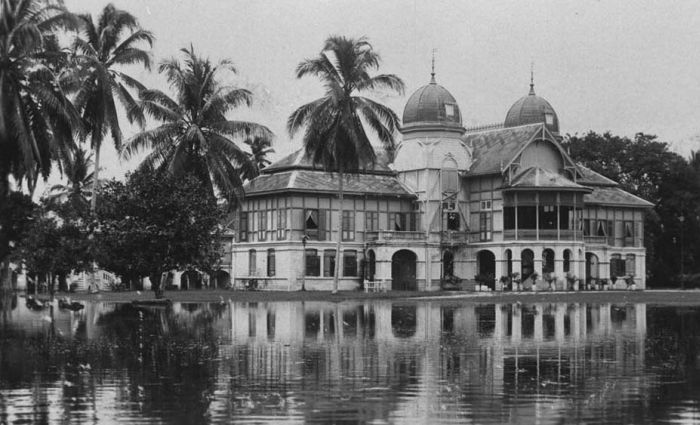
Le palais du sultan lors d'une inondation en 1921

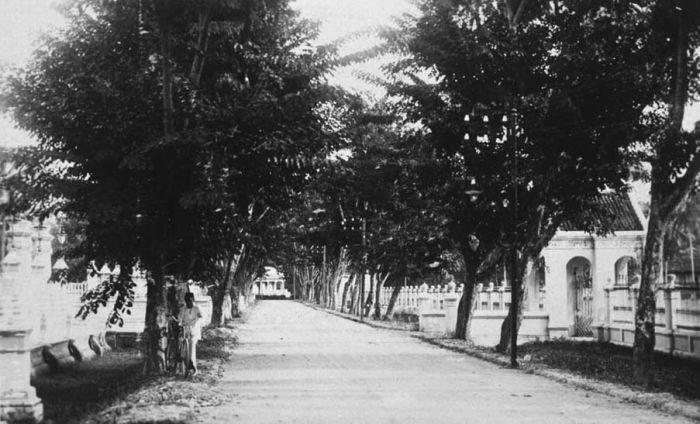
Allée près du palais du sultan de Langkat en 1921

### Liste des souverains de Langkat
- 1568-1580 : Panglima Dewa Shahdan

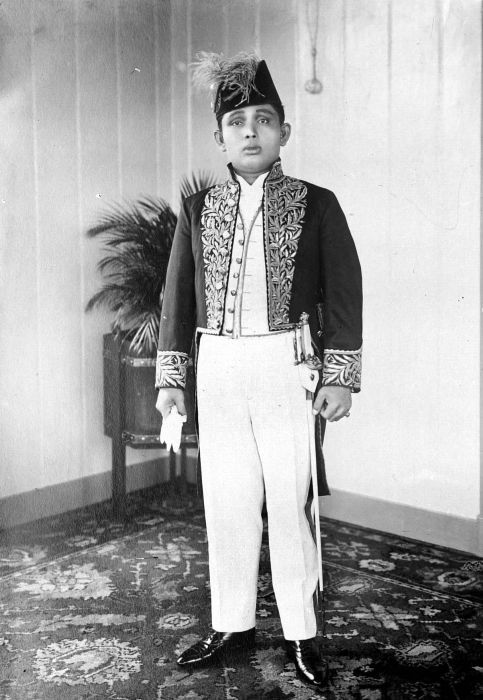
Le sultan Mahmud Abdul Djalil Rachmat Shah (règne 1927-1948)

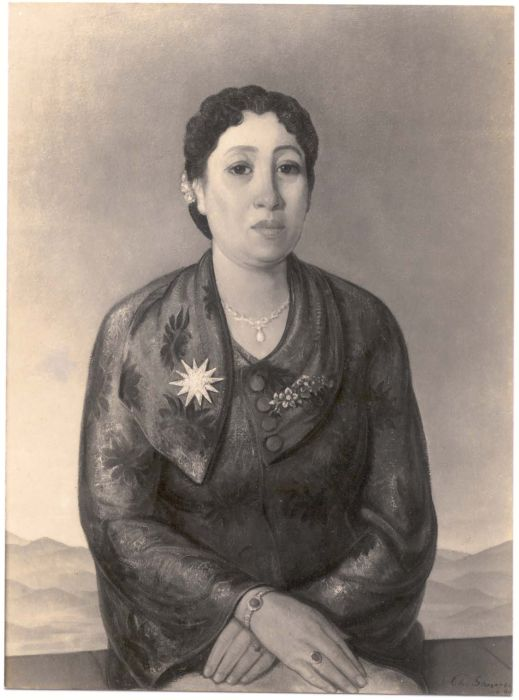
Portrait de la reine de Langkat (vers 1940)

- 1580-1612 : Indra Sakti, fils du précédent
- 1612-1673 : Kahar ibni al-Marhum Panglima Dewa Sakdi, fils du précédent
- 1673-1750 : Bendahara Raja Badi uz-Zaman ibni al-Marhum Raja Kahar, fils du précédent
- 1750-1818 : Hitam ibni al-Marhum Sutan Bendahara Raja Badi uz-Zaman, fils du précédent
- 1818-1840 : Ahmad ibni al-Marhum Raja Indra Bongsu, neveu du précédent
- 1840-1893 : Haji Musa al-Khalid al-Mahadiah Mu'azzam Shah, fils du précédent
- 1893-1927 : Tuanku Sultan 'Abdu'l 'Aziz 'Abdu'l Jalil Rahmad Shah, fils du précédent
- 1927-1948 : Mahmud Abdul Djalil Rachmat Shah, fils du précédent
- 1948-1990 : Tengku Atha'ar, fils du précédent, jamais reconnu par l'État indonésien
- 1990-1999 : Tengku Mustafa Kamal Pasha, frère du précédent, jamais reconnu par l'État indonésien
- 1999-2001 : Tengku Herman Shah, jamais reconnu par l'État indonésien
- 2001-2003 : Iskandar Hilali 'Abdu'l Jalil Rahmad Shah, cousin du précédent
- 2003- : Azwar 'Abdu'l Jalil Rahmad Shah al-Haj